# Liste hinduistischer Tempel in Deutschland
Die Liste hinduistischer Tempel in Deutschland erhebt keinen Anspruch auf Vollständigkeit.

## Liste

### Baden-Württemberg
| Name                                  | Ort                      | Bild |
| ------------------------------------- | ------------------------ | ---- |
| Sri Sithivinayagar Kovil              | Bad Cannstatt, Stuttgart |      |
| Sri Balamurugan Temple                | Zuffenhausen, Stuttgart  |      |
| Vedisches Kulturzentrum Giebel        | Giebel, Stuttgart        |      |
| Sri Siththivinayagar Tempel Stzttgart | Canstatt, Stuttgart      |      |
| Heilbronn Kanthasamy Aalayam          | Bad Friedrichsaal        |      |

### Bayern
| Name                   | Ort     | Bild |
| ---------------------- | ------- | ---- |
| Siva Tempel Sivaalayam | München |      |

### Berlin
| Name                           | Ort    | Bild           |
| ------------------------------ | ------ | -------------- |
| Sri-Ganesha-Hindu-Tempel       | Berlin | weitere Bilder |
| Sri-Mayurapathy-Murugan-Tempel | Berlin |                |

### Niedersachsen
| Name                      | Ort      | Bild |
| ------------------------- | -------- | ---- |
| Sri-Muthumariamman-Tempel | Hannover |      |

### Nordrhein-Westfalen
| Name                                     | Ort         | Bild |
| ---------------------------------------- | ----------- | ---- |
| Sri-Kamadchi-Ampal-Tempel                | Hamm        |      |
| Sri Sithivinayagar Tempel                | Hamm        |      |
| Thirunallur Sri Arumuka Velalakan Tempel | Hamm        |      |
| Sri-Kurinchikumaran-Tempel               | Gummersbach |      |
| Sri Rheineechchuram Tempel               | Rheine      |      |
| Sri Navasakti Nayaki Tempel              | Münster     |      |

### Saarland
| Name                     | Ort                | Bild |
| ------------------------ | ------------------ | ---- |
| Sri-Mahamariamman-Tempel | Sulzbach-Altenwald |      |